# Erna Frank
Erna Frank (* 4. April 1942 in Wien als Erna Schafranek) ist eine österreichische Malerin, Zeichnerin und Bildhauerin.

## Werk
Erna Frank studierte an der Universität für angewandte Kunst Wien und schloss 1965 mit einem Diplom ab. Danach entstand eine Serie von Gobelins, die Frank entwarf und webte. Sie wurden vom Kulturamt der Stadt Wien und vom Unterrichtsministerium angekauft.
Nach einer Schaffenskrise, hervorgerufen durch ihre Erfahrungen an der Akademie, entstanden erste Zeichnungen mit gesellschaftskritischen Inhalten. Wichtige künstlerische und theoretische Impulse kamen von Otto Dix, George Grosz und dem Existentialismus. Die für Frank später charakteristischen „Dicken“ in ihren Zeichnungen tauchten damals auf.
1970 entstanden 23 Mosaik-Hauszeichen (Thema: Landschaft und Industrie) im Auftrag der Gemeinde Wien für die Großfeldsiedlung.
Ab 1970 malte sie eine erste Serie von Ölbildern mit sozialkritischen Themen. Die Bilder tragen Titel wie Schweinsmetamorphose, Kleinfaschist im Kinderwagen, Mitteleuropäische Made, Die Kleinfamilie, Auf der Toilette etc. In diesen Bildern variiert Frank Grundtypen, die den „idealtypischen Kleinbürger“, im Konkreten, den Vorstadtwiener und die Vorstadtwienerin, darstellen. Prägend dafür waren ihre visuellen Eindrücke während der Kindheit im ärmlichen 15. Wiener Gemeindebezirk.
Dabei ging es ihr um die Darstellung der Strukturen des Zivilisationsmenschen und eine Analyse kollektiver Komplexe, die mit Begriffen wie Entfremdung, Ausbeutung, Einsamkeit und zwischenmenschliche Beziehungen umrissen werden können. Dabei wollte sie aber auf Humor und karikaturistischer Situationskomik nicht verzichten.
Künstlerisch verfolgte Erna Frank einen eigenständigen Weg, der sich in die damalige Wiener Kunstszene nicht einordnen lässt. In der Zeit des Wiener Aktionismus, der Gruppe um die Galerie nächst St. Stephan und den Zeitgenossen, die sich vielfach an der Abstraktion orientierten, war es für Frank nicht einfach, künstlerisch zu überleben und von den Galerien angenommen zu werden.
1972 konnte Erna Frank ihre Arbeiten im Wiener Amerika-Haus, einem damals wichtigen Zentrum des Kulturaustausches mit Bibliothek, Schallplattensammlung und Veranstaltungen, einer größeren Öffentlichkeit präsentieren. 1975 stellte sie ihre Arbeiten unter dem Titel „Menschliches – Allzumenschliches“ in der Wiener Secession aus. Für die Bildinhalte wurde sie zum Teil heftig kritisiert.
In den folgenden Jahren konnte sie auch aufgrund von Förderungen öffentlicher Institutionen ihren künstlerischen Weg fortsetzen und erhielt mehrfach Aufträge der Gemeinde Wien für Mosaike, die nach ihren Entwürfen an öffentlichen Gebäuden angebracht wurden. Dazu zählen die zwei 1977 entstandenen Mosaike mit abstrakt-ornamentaler Flächenteilung (1,50 × 1,10 m) für den Anton-Matourek-Hof in Wien 15, Rustengasse 9–11.
Im selben Jahr erhielt sie auch das österreichische Staatsstipendium für bildende Kunst, das ihr erstmals die finanzielle Möglichkeit bot, eine Bronzeplastik zu gießen. Aus der daran anschließenden Beschäftigung mit Bildhauerei folgte eine Serie von Plastiken, die Titel tragen wie Die Wienerin oder Substandard, Der Biertrinker, Der alternde Mensch und seine Sehnsüchte etc.
1980 erhielt sie den Theodor-Körner-Preis und 1981 ein Arbeitsstipendium des Kulturamtes der Stadt Wien.  Ebenfalls 1981 wurde sie beauftragt, ein Mosaik (2,85 × 2,84 m) für das Kurbad Oberlaa (1100 Wien, Kurbadgasse 10) zu entwerfen, das sie wieder als abstrakt-ornamentale Flächenteilung anlegte.  Im Jahr 1984 folgten weitere acht Mosaik-Hauszeichen für die städtische Wohnhausanlage Steinitz-Hof im 13. Wiener Gemeindebezirk, Hietzinger-Kai 7–9.
Um 1980 entstand auch eine umfangreiche Serie von Buntstiftzeichnungen mit dem Titel Bilderbuch für Erwachsene.  1985 wurde ihr der Würdigungspreis der Stadt Wien für Malerei verliehen.
1993 beendete Frank aus gesundheitlichen Gründen ihre bildhauerische Tätigkeit. Durch das Heben beim Ziselieren ihrer schweren Plastiken war es zu einem Bandscheibenvorfall, Wirbelvorfall und Gleitwirbel mit Lähmungserscheinungen im Bein sowie chronischer Ischialgie gekommen.
Ab 1999 setzte sie sich (wieder) intensiv mit der Zeichnung auseinander. Es entstanden Graphik-Serien satirischen Inhalts, etwa die Serie Einsam. Zweisam, die die zwischenmenschlichen Beziehungen thematisiert.
„Was man in der Kunst erreichen kann, hat Erna Frank erreicht – einen unverwechselbaren Personalstil, in dem aus der Tradition heraus die Satire der Neuen und Politischen Sachlichkeit und der Magische Realismus Wiener Prägung singulär und beherzt in eins fallen.“

## Publikationen
- Satiren zur herrschenden Moral. Malerei – Plastik – Zeichnung 1965 – 2005. Hrsg.: Semirah Heilingsetzer. Beiträge: Peter Gorsen, Dieter Schrage, H. Christian Ehalt, Semirah Heilingsetzer. Peter Lang Verlag, Frankfurt am Main 2007, ISBN 978-3-631-55443-2.
- Erna Frank: Einsam-Zweisam. Zeichnungen 2000–2012. Eigenverlag Wien 2013, ohne Pagina. Mit einem Vorwort von Alexander Wied. Ein Exemplar dieser limitierten Auflage befindet sich in der Wien Bibliothek (Depot Rathaus B-373662).
- Einsam. Zweisam. Satiren auf die Moral der Beherrschten. Hrsg.: Bernhard Kraller, Reinhard Öhner. Sonderzahl Verlag, Wien 2024, ISBN 978-3-85449-637-3. – Mit 12 Essays u. a. von Rudolf Burger, Rainer Metzger, Franz Schuh, Erwin Riess, Alfred J. Noll, Peter Strasser und Gedichten u. a. von Wolf Wondratschek, Ulrich Horstmann, Sylvia Treudl und Gerhard Ruiss sowie Statements u. a. von Karl-Markus Gauß und Peter Gorsen.